# Џејми Бамбер
Џејми Сент Џон Бамбер Грифит (3. април 1973) је британски телевизијски и филмски глумац.
Бамбер је најпознатији по улози Мета Девлина у серији Ред и закон: Велика Британија. Имао је споредну улогу као Џек Фоли у мини-серији Браћа по оружју.